# Arnold Anton Grünfeld
Arnold Anton Grünfeld, narozen jako Abraham Arnold Grünfeld (25. prosince 1848 Brno – 17. května 1919 Hohenau an der March), byl rakouský podnikatel a politik německé národnosti z Moravy; poslanec Moravského zemského sněmu.

## Biografie
Pocházel z židovské rodiny, v roce 1901 konvertoval ve Volosku v Istrii ke katolictví. Vyučil se koželuhem. Působil coby podnikatel v oboru koželužství. Roku 1873 nastoupil do firmy svého otce Maximiliana Grünfelda, v níž spolu s bratrem Wilhelmem Grünfeldem (1847–1921) působili jako veřejní společníci. V roce 1899 se firma změnila na akciovou společnost k. k. priv. Brünner Lederfabrik vorm. Maxmilian Grünfeld. Sídlo měla na Dornychu v čp. 57. V této firmě zastával dlouhodobě post předsedy správní rady. Od roku 1915 byl pokladníkem moravské pobočky Zentralverein Fluss- und Kanalschiffahrt in Österreich. Měl titul císařského rady. Zastával i post honorárního konzula Turecka v Brně. Byl mu udělen Řád Františka Josefa. Jeho syn Paul Grünfeld (1879–1943) byl tajemníkem Průmyslového svazu ve Vídni. Další syn Ernst Julius Otto Grünfeld (1883–1938) byl činný jako ekonom, sociolog a univerzitní učitel v Německu.
Počátkem 20. století se zapojil i do vysoké politiky. V zemských volbách roku 1906 byl zvolen na Moravský zemský sněm, za kurii obchodních a živnostenských komor, obvod Brno. Mandát zde obhájil v zemských volbách roku 1913. V roce 1906 se uvádí jako kandidát Německé pokrokové strany, která byla liberálně, centralisticky a provídeňsky orientovaná. Stejně tak v roce 1913.
Zemřel v květnu 1919 ve věku 71 let.